# Салчукский язык
Салчу́кский, или сельджукский язык — тюркский язык, употребляемый в Иране. Диалект азербайджанского языка, Ethnologue указывает на то, что вероятно диалект азербайджанского языка. ISO 639-3 отмечают салчукский вымершим и отдельным языком.